# Meta Vranič
Meta Vranič, slovenska gledališka, televizijska in filmska igralka in slikarka * 20. junij 1948, Trnovlje pri Celju.
Leta 1972 je diplomirala na Akademiji za gledališče, radio, film in televizijo v Ljubljani, leto pred tem je postala članica ansambla Slovenskega narodnega gledališča Drama Ljubljana, kjer je ostala do upokojitve. Nastopila je v celovečernih filmih Trije prispevki k slovenski blaznosti, Ljubezen, Kdo bo koga in Tea ter seriji Der Sonne entgegen.
Ljubiteljsko se ukvarja tudi s slikarstvom.

## Filmografija
- Tea (2006, celovečerni igrani film)
- Kdo bo koga (1993, celovečerni igrani TV film)
- Good rockin' tonight (1992, študijski igrani film)
- Der Sonne entgegen (1985, TV nadaljevanka)
- Ljubezen (1984, celovečerni igrani film)
- Trije prispevki k slovenski blaznosti (1983, celovečerni igrani film)
- Lutka (1969, kratki igrani film)